# Lalgudi Jayaraman

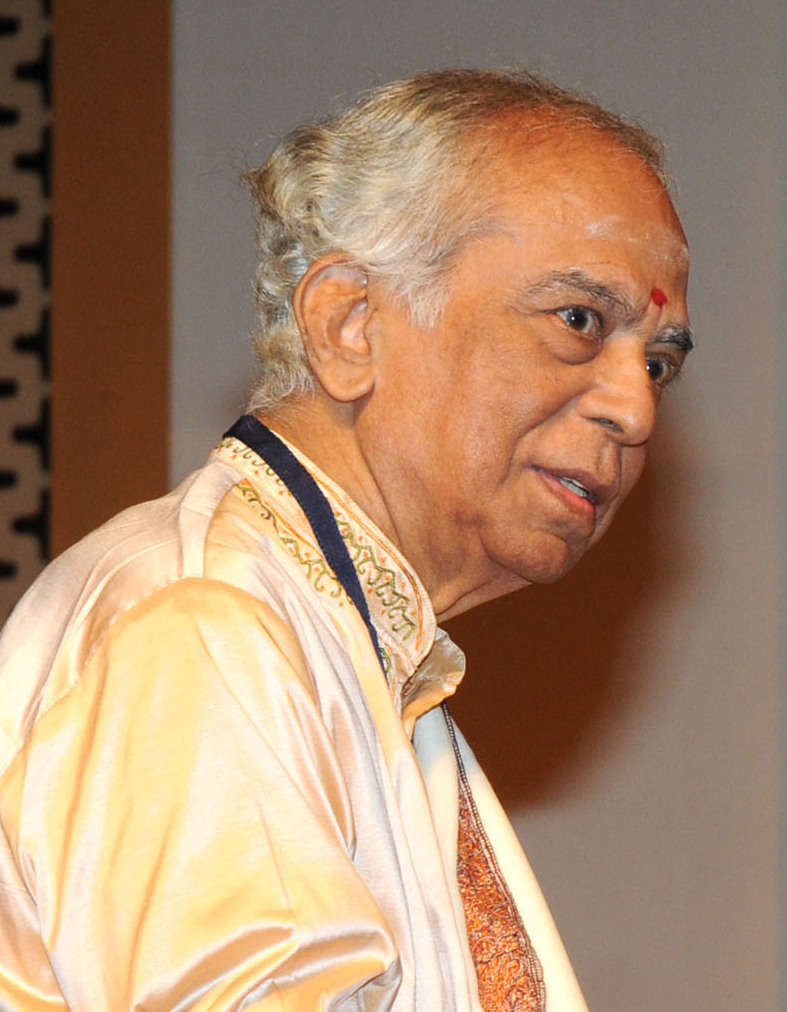
Lalgudi Jayaraman, 2010

Lalgudi Gopala Jayaraman (* 17. September 1930 in Chennai; † 22. April 2013 ebenda) war ein indischer Geiger, Sänger und Komponist der Karnatischen Musik.

## Leben
Jayaraman wurde von seinem Vater, dem Geiger und Komponisten V. R. Gopala Iyer unterrichtet. Bereits ab dem zwölften Lebensjahr trat er als Begleiter mit Musikern wie Ariyakudi Ramanuja Iyengar, Chembai Vaidyanatha Bhagavatar, Semmangudi Srinivasa Iyer, G. N. Balasubramaniam, Madurai Mani Iyer, K. V. Narayanaswamy, Maharajapuram Santhanam, T. V. Sankaranarayanan und T. N. Seshagopalanin auf.
Später schlug er eine Laufbahn als Solist ein und entwickelte einen Stil der Violinspiels, der als Lalgudi Bani bekannt wurde. Neben M. S. Gopalakrishnan und T. N. Krishnan wurde er der populärste Geiger der karnatischen Musik seiner Generation. Der Geiger Yehudi Menuhin hörte ihn und lud ihn zum Edinburgh Festival ein, und er unternahm ausgedehnte Konzertreisen durch Asien, Osteuropa, die USA, Großbritannien und Deutschland.
Als Komponist entwickelte er einen unverkennbaren eigenen Stil, der sehr expressiv war und großen Anklang fand. Er komponierte u. a. Padavarnams, Tanavarnams, Kritis und Thillanas und vertonte Texte in Sanskrit, Tamil, Telugu und Kannada. 1971 und 1972 erhielt er den Preis Sangeetha Choodamani der Musikgesellschaft Sri Krishna Gana Sabha, Chennai. 1972 wurde er mit dem Padma Shri ausgezeichnet, 1994 mit dem Padma Bhushan. Für seine Musik zum Film Sringaram erhielt er 2005 den National Film Award. Zu den Schülern Jayaramans zählen u. a. seine eigenen Kinder G. J. R. Krishnan und Lalgudi Vijayalakshmi, seine Nichte Jayanthi Kumaresh und der Sänger und Komponist Bombay Jayashri Ramnath.